# Lac Kamaniskeg
 (février 2025).
La mise en forme du texte ne suit pas les recommandations de Wikipédia : il faut le « wikifier ».
Les points d'amélioration suivants sont les cas les plus fréquents. Le détail des points à revoir est peut-être précisé sur la page de discussion.
- Les titres sont pré-formatés par le logiciel. Ils ne sont ni en capitales, ni en gras.
- Le texte ne doit pas être écrit en capitales (les noms de famille non plus), ni en gras, ni en italique, ni en « petit »…
- Le gras n'est utilisé que pour surligner le titre de l'article dans l'introduction, une seule fois.
- L'italique est rarement utilisé : mots en langue étrangère, titres d'œuvres, noms de bateaux, etc.
- Les citations ne sont pas en italique mais en corps de texte normal. Elles sont entourées par des guillemets français : « et ».
- Les listes à puces sont à éviter, des paragraphes rédigés étant largement préférés. Les tableaux sont à réserver à la présentation de données structurées (résultats, etc.).
- Les appels de note de bas de page (petits chiffres en exposant, introduits par l'outil «  Source ») sont à placer entre la fin de phrase et le point final[comme ça].
- Les liens internes (vers d'autres articles de Wikipédia) sont à choisir avec parcimonie. Créez des liens vers des articles approfondissant le sujet. Les termes génériques sans rapport avec le sujet sont à éviter, ainsi que les répétitions de liens vers un même terme.
- Les liens externes sont à placer uniquement dans une section « Liens externes », à la fin de l'article. Ces liens sont à choisir avec parcimonie suivant les règles définies. Si un lien sert de source à l'article, son insertion dans le texte est à faire par les notes de bas de page.
- La présentation des références doit suivre les conventions bibliographiques. Il est recommandé d'utiliser les modèles {{Ouvrage}}, {{Chapitre}}, {{Article}}, {{Lien web}} et/ou {{Bibliographie}}. Le mode d'édition visuel peut mettre en forme automatiquement les références.
- Insérer une infobox (cadre d'informations à droite) n'est pas obligatoire pour parachever la mise en page.

Pour une aide détaillée, merci de consulter Aide:Wikification.
Si vous pensez que ces points ont été résolus, vous pouvez retirer ce bandeau et améliorer la mise en forme d'un autre article.
Le lac Kamaniskeg est un lac situé dans les municipalités de Hastings Highlands, du comté de Hastings et de Madawaska Valley, du comté de Renfrew, tous se situant dans le sud de l'Ontario, au Canada,,. Le lac fait partie du bassin versant de la rivière des Outaouais et se situe dans la vallée de la rivière Madawaska, proche des communautés voisines de Barry's Bay et de Combermere. Il est reconnu pour sa simple beauté, contenant un mélange de forêt, de plages fait à partir de rochers et de sable blanc.

## Géographie
Le lac Kamaniskeg fait partie du bassin versant de la rivière des Outaouais. La communauté de Barry's Bay se situe à son extrémité nord et la communauté de Combermere se situe au sud-est. Concernant la communauté rurale dispersée de Barrymere, celle-ci se trouve sur le lac à l'extrémité sud-est. Les deux tiers sud du lac se trouvent dans le canton géographique de Bangor, dans les hautes terres de Hastings, dans le comté de Hastings ; le tiers nord se trouve dans le canton géographique de Sherwood, et l'extrémité sud-est dans le canton géographique de Radcliffe, tous deux dans la vallée de Madawaska, dans le comté de Renfrew.
La rivière Madawaska, qui est connue pour ses rapides, est le principal affluent du lac Kamaniskeg, à l'ouest, tout en étant le principal effluent, au sud-est. Il existe également trois autres ruisseaux qui s'écoulent vers le fleuve : Biernacki Creek, Carson Creek et Purdy Creek.

### Affluents
Utilisant le sens des aiguilles d'une montre à partir de la sortie de la rivière Madawaska nous pouvons retrouver :
- Ruisseau Purdy
- Rivière Madawaska
- Ruisseau Carson
- Ruisseau Biernacki

## Histoire

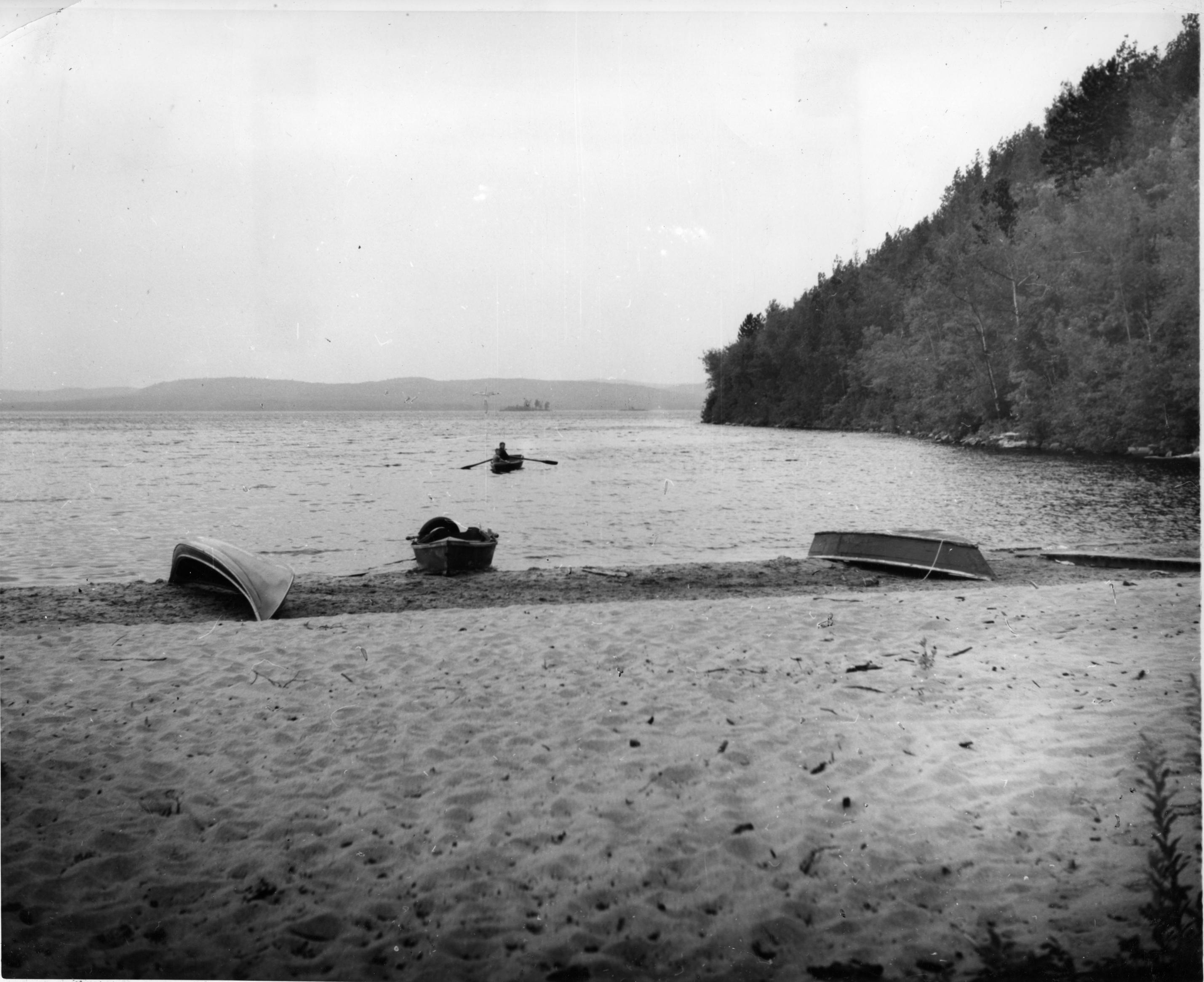
Baie Sand, lac Kaminiskeg, vers 1965

Le nom du lac est dérivé de l'ojibwé, peuple ancestral appartenant ces terres, Gaa-miniskeg zaaga'igan qui signifie « lac aux nombreuses îles ».
Le lac abrite l'épave du Mayflower, un bateau à vapeur à aubes qui a coulé dans l'année 1912.